# 聖洛倫索區 (巴拿馬)
8°19′12″N 82°9′36″W / 8.32000°N 82.16000°W
聖洛倫索區（西班牙語：Distrito de San Lorenzo），是巴拿馬的一個行政區，位於該國西部，由奇里基省負責管轄，始建於1855年，面積647.8平方公里，2010年人口7,507，人口密度每平方公里11.59人。